# Лемур (Калифорнија)
Лемур (енгл. Lemoore) град је у америчкој савезној држави Калифорнија. По попису становништва из 2010. у њему је живело 24.531 становника.

## Демографија
Према попису становништва из 2010. у граду је живело 24.531 становника, што је 4.819 (24,4%) становника више него 2000. године.
| Група             | 2000.         | 2010.          |
| Белци             | 9.674 (49,1%) | 10.068 (41,0%) |
| Афроамериканци    | 1.435 (7,3%)  | 1.566 (6,4%)   |
| Азијати           | 1.649 (8,4%)  | 2.010 (8,2%)   |
| Хиспаноамериканци | 6.013 (30,5%) | 9.820 (40,0%)  |
| Укупно            | 19.712        | 24.531         |